# Viskadalens folkhögskola

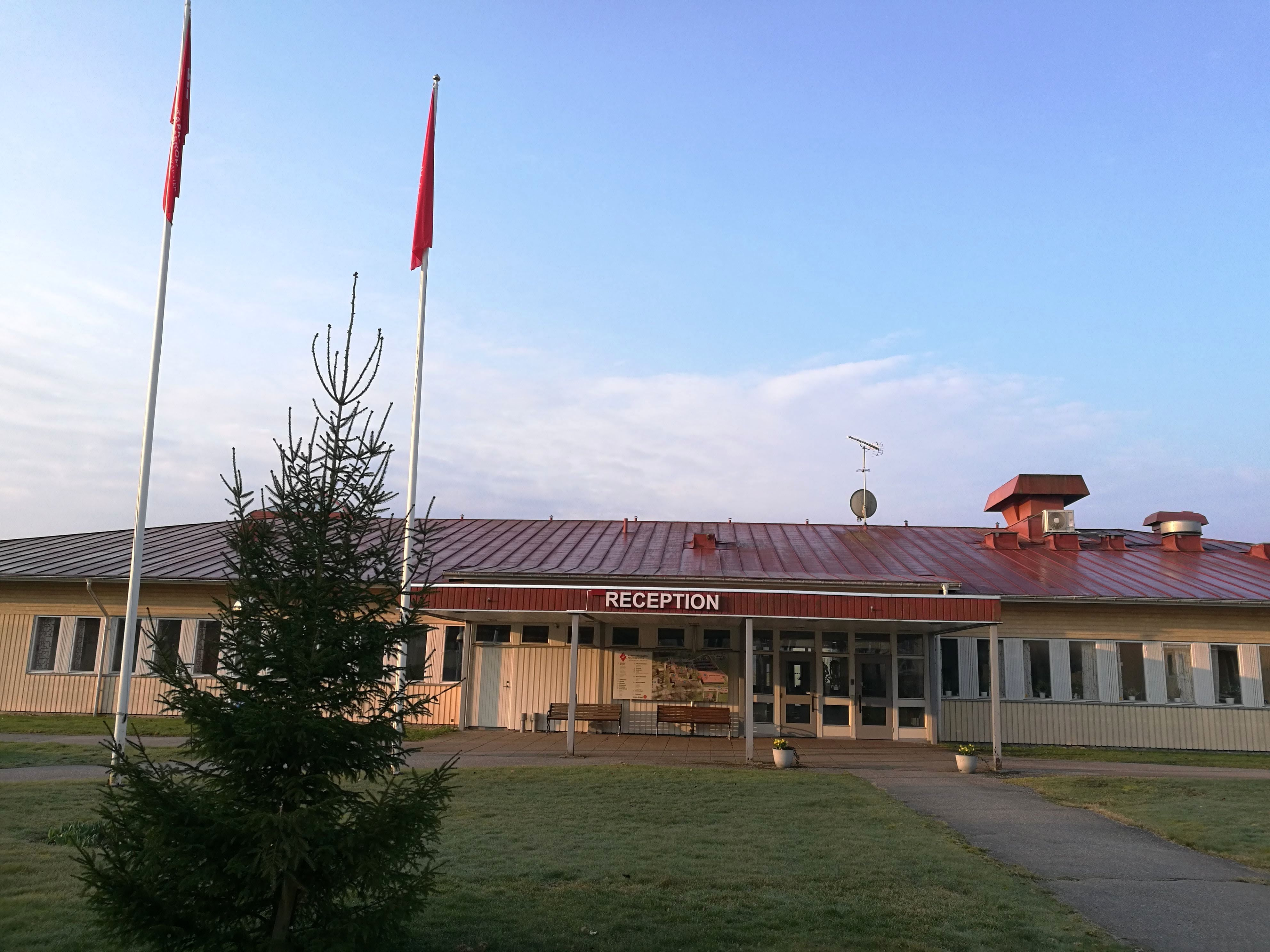
Viskadalens folkhögskola och kursgård, receptionsbyggnaden (2019).

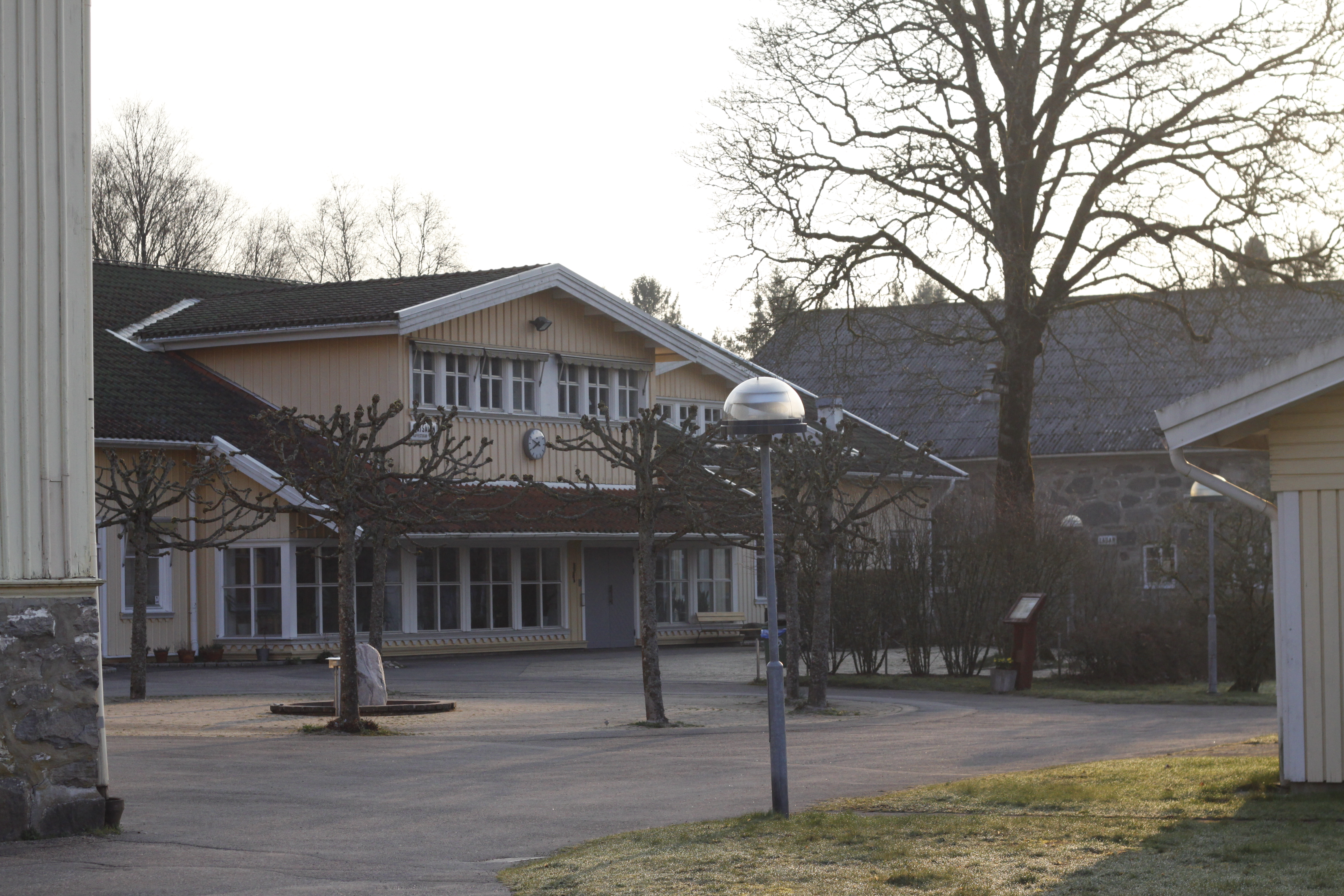
Matsalsbyggnaden, 2019.

Viskadalens folkhögskola, officiellt namn Arbetarrörelsens folkhögskola i Viskadalen, är en folkhögskola belägen i Seglora i Borås kommun intill gamla Riksväg 41. Den bildades 1928 som Västra Sveriges Arbetares Folkhögskola (VSAF) och har ännu samma huvudman. Allmän linje, fritidsledarutbildning och behandlingspedagog ingår i kursprogrammet. Den allmänna linjen är förlagd till Arbetarrörelsens folkhögskola i Göteborg (AFiG), belägen vid Järntorget i Göteborg. Utbildningstiden kan variera från ett till fyra år. För den som bor på annan ort finns ett internat.
Sedan 2014 heter skolan Arbetarrörelsens folkhögskola i Viskadalen.

## Historia
Viskadalens folkhögskola grundades av Agda Eriksson och den första vinterkursen hölls den 16 november 1926. Målet var att ge utbildnings- och bildningsmöjligheter för arbetare i bygden inom den snabbt växande textilindustrin. 1936/37 öppnades kursen för kvinnliga deltagare. Redan efter något år beslöt sig Agda Eriksson för att dra sig ur folkhögskolan, som då hotades av nedläggning.
Den 27 februari 1928 samlades representanter för Göteborgs fackföreningar och fackförbund till ett möte på ABF:s lokaler i Göteborg. Efter en mycket livlig diskussion enades samtliga om uttalande till förmån för skolans fortsatta upprätthållande. Man valde en kommitté som skulle föra frågan vidare och utarbeta ekonomiska beräkningar, och den 8 mars kallade denna kommitté till ett allmänt möte i skolans lokaler i Seglora, och där samlades förutom Göteborgsrepresentanter väl ett femtiotal ledande fackföreningsmän från Viskadalens olika fabriker.
Här bildades nu Föreningen Västra Sveriges Arbetares Folkhögskola, som kort efteråt sände ett upprop till bidragsteckning. I uppropet angavs föreningens uppgift vara "icke endast att rädda Viskadalens skola utan att begagna detta tillfälle att skapa en ny bildningshärd för Västra Sverges arbetarebefolkning. Föreningen vill ställa som sitt mål att inrikta bildningsarbetet på frågor av omedelbart intresse för arbetarebefolkningen och ge ryggrad åt studiecirklarnas verksamhet."
Ernst Jungen blev den nya skolföreningens ordförande och hade den posten i 25 år. Efter honom kom Anders Rydebo, tidigare elev på skolan.
Arbetarrörelsen i dalgången var vid denna tid nymornad och bildningstörsten påtaglig. Samkväm och sammankomster för bygdens folk mötte ett starkt gensvar och kom att bli ett väsentligt inslag i skolans liv och lärarna hade möjlighet till en ovanligt hög aktivitet som föreläsare och kursledare.
Från början av 1930-talet till mitten av 1940-talet hölls en söndagskurs en gång i månaden där aktuella samhällsfrågor togs upp till behandling, såsom "Det moderna Amerika", "Tyskland i stöpsleven", arbetslöshetsproblem, befolkningsfrågan, socialpolitiken, och så vidare. Till föreläsningarna och de efterföljande diskussionerna samlades i regel mellan 100 och 200 deltagare, ibland ännu fler.
Busslaster kom från Göteborg, Alingsås, Trollhättan, etcetera i en allt vidare krets, för att höra bland annat Sven Backlund, Rurik Holm, Gunnar och Alva Myrdal, Ernst Wigforss och Herbert Tingsten.
1930 behandlades på skolan freds- och nedrustningsfrågorna med danske utrikesministern Peter Munch, Rickard Sandler, Torgny Segerstedt och Leon Ljunglund som föreläsare och debattörer.

## Rektorer
- Allan Degerman (1926–1933)